# 新田上中町
新田上中町（にったかみなかちょう）は、群馬県太田市にある地名（町丁）。郵便番号は370-0353。

## 概要
綿打地区にある町丁。

## 地理
太田市西部にあり、伊勢崎市と接している。

### 近隣町丁
- 新田権右衛門町
- 新田上田中町
- 新田大根町
- 新田溜池町
- 新田大町
- 新田萩町

## 世帯数と人口
2022年（令和4年）3月31日現在の世帯数と人口は以下の通りである。
| 町丁       | 世帯数  | 人口  |
| ---------- | ------- | ----- |
| 新田上中町 | 140世帯 | 365人 |

## 交通

### 鉄道
町内に鉄道は通っていない。

### 道路
- 栃木県道・群馬県道39号足利伊勢崎線